# Yokoi Shōnan
Yokoi Shōnan (横井 小楠 Hoành Tỉnh Tiểu Nam,  ngày 22 tháng 9 năm 1809 – ngày 15 tháng 2 năm 1869) là một học giả cuối thời Bakumatsu và đầu thời Minh Trị và là nhà cải cách chính trị ở Nhật Bản, có ảnh hưởng đến sự sụp đổ của Mạc phủ Tokugawa.

## Tiểu sử
Tên thật là Yokoi Tokiari, chào đời trong một gia đình samurai quê ở Kumamoto, tỉnh Higo (nay là tỉnh Kumamoto), và là hậu duệ xa của Hōjō Takatoki. Yokoi kết hôn với Yajima Tsuseko và có với nhau hai đứa con, Miyako và Tokio. Năm 1839, ông được phiên gửi lên Edo ăn học, và phát triển mối liên hệ với các thành viên ủng hộ cải cách của phiên Mito. Sau khi trở về Kumamoto, ông bắt đầu một nhóm thúc đẩy cải cách chính quyền của phiên trấn theo đường lối Chu Tử học, mở một ngôi trường trong phiên mang tên Shōnan-do.
Năm 1857, ông được daimyō phiên Echizen là Matsudaira Yoshinaga mời làm cố vấn chính trị. Khi còn ở Fukui, Yokoi có viết quyển Kokuze Sanron (Quốc thị tam luận). Một trong những chủ đề được đề cập trong luận thuyết của Yokoi là về quốc giáo, trong đó Yokoi nhận xét rằng mặc dù Nhật Bản có Phật giáo, Thần đạo và Nho giáo, nhưng lại thiếu hẳn một quốc giáo thực sự theo cách của các nước phương Tây, và sự thiếu hụt này là một điểm yếu trong quốc thể của Nhật Bản, đẩy đất nước vào thế bất lợi trước các cường quốc phương Tây. Khái niệm này cung cấp nền móng căn bản cho sự hình thành Thần đạo Nhà nước trong Đế quốc Nhật Bản thời kỳ Minh Trị sau này. Trong cùng chuyên luận, ông cũng nhấn mạnh tầm quan trọng của một lực lượng hải quân mạnh đối với việc bảo vệ đất nước. Ông được các sử gia đương thời gán cho là "thân phương Tây" nhưng vẫn bị chỉ trích gay gắt rằng Kitô giáo vừa lệch lạc vừa dị giáo so với Phật giáo Nhật Bản.
Năm 1862, Matsudaira bất ngờ được bổ nhiệm làm Chinh sự Tổng tài của Mạc phủ Tokugawa (seiji sōsai) trong một động thái theo tính toán để có được sự chấp thuận của triều đình đối với hành động của Tướng quân trong việc ký kết các hiệp ước bất bình đẳng (tương tự như những điều ước được nhà Thanh bên Trung Quốc ký) với các cường quốc phương Tây vào năm 1858, chấm dứt chính sách tỏa quốc vốn được triều đình Kyoto ủng hộ, Yokoi bèn cùng anh trai đi đến Edo dự phần vào công cuộc mở cửa đất nước lúc bấy giờ.
Yokoi kêu gọi cải tổ triệt để chính quyền Tokugawa, bao gồm cả việc hòa giải giữa Mạc phủ và Triều đình. Ông cũng kêu gọi Nhật Bản mở cửa hoàn toàn đối với ngoại thương, cải cách kinh tế và thành lập một quân đội hiện đại dọc theo bờ biển phía Tây. Sau khi đọc Hải quốc đồ chí của học giả và nhà cải cách Trung Quốc Ngụy Nguyên, Yokoi bị thuyết phục rằng Nhật Bản nên bắt tay vào việc "mở cửa một cách thận trọng, từ từ và thực tế các biên giới của mình với thế giới phương Tây" và do đó tránh được sai lầm mà Trung Quốc đã mắc phải khi tham gia vào Chiến tranh Nha phiến lần thứ nhất. Ông cũng kêu gọi một đại hội toàn quốc của các phiên chính yếu, với Tướng quân phát triển thành một thứ giống như chức thủ tướng. Quá phẫn nộ và kinh ngạc trước những ý tưởng cực đoan này, phe bảo thủ trong Mạc phủ đã nhanh chóng tước bỏ các chức vụ, thậm chí cả tư cách samurai của Yokoi và quản thúc ông tại Kumamoto. Tuy vậy, trong thời gian này, Yokoi vẫn tiếp tục duy trì liên lạc với Katsu Kaishū và các quan chức Mạc phủ có tư tưởng canh tân khác.
Sau Minh Trị Duy tân, Yokoi được chính phủ Minh Trị phóng thích, còn được ban phong chức tước san'yo (tham dữ). Ít lâu sau, Yokoi bị đám samurai quá khích ám sát vào năm 1869, do họ nghi ngờ ông là một người theo đạo Thiên Chúa, ngầm đi theo tư tưởng cộng hòa.